# Deuterodiscoelius australensis
Deuterodiscoelius australensis är en stekelart som först beskrevs av Perkins 1914.  Deuterodiscoelius australensis ingår i släktet Deuterodiscoelius och familjen Eumenidae. Inga underarter finns listade i Catalogue of Life.